# Шелковенко, Олег Геннадьевич
Олег Геннадьевич Шелковенко (25 июля 1984, Кашевская, Омутинский район, Тюменская область) — российский биатлонист, чемпион и призёр чемпионата России. Мастер спорта России по биатлону и лыжным гонкам.

## Биография
Воспитанник лыжной секции с. Уват, первый тренер — Александр Кузьмич Софонов, позднее тренировался у Сергея Николаевича и Марины Никифоровны Старых. Во второй половине 1990-х годов начал заниматься биатлоном, тогда же попал в юношескую команду Тюменской области. В Тюмени тренировался под руководством Л. А. Гурьева, представлял городскую ШВСМ и команду Вооружённых сил.
Неоднократный призёр первенств России в младших возрастах по биатлону. Победитель и призёр первенств Тюменской области по биатлону и лыжным гонкам.
В сезоне 2004/05 участвовал в гонках юниорского Кубка IBU, принял участие в четырёх стартах на этапе в Обертиллиахе в декабре 2004 года. Лучший результат — 27-е место в индивидуальной гонке.
На взрослом уровне становился победителем чемпионата России в 2004 году в командной гонке, серебряным призёром в 2009 году в гонке патрулей и командной гонке в составе сборной Тюменской области.
Участник всемирной зимней Универсиады 2009 года в Харбине, был 22-м в спринте и 25-м — в гонке преследования.
Двукратный победитель Всероссийских сельских спортивных игр (2007).
Завершил профессиональную карьеру в 2011 году. В дальнейшем принимал участие в любительских соревнованиях.
После окончания спортивной карьеры работает заместителем директора по спортивной работе и тренером в ДЮСШ Уватского муниципального района. Также занимается судейством соревнований по биатлону, имеет первую судейскую категорию.
В 2018 году избран депутатом Думы Уватского муниципального района от партии ЛДПР.
Окончил Тобольский педагогический институт имени Д. И. Менделеева (2008), затем был аспирантом в Тюменском государственном университете.
Женат, супруга Елена.